# Jerzy Zański
Jerzy Zański ps. „Siedlecki”, „Borowski” (ur. 2 marca 1909 w Częstochowie, zm. 11 lipca 1971) – doktor medycyny, narodowiec, powstaniec warszawski, społecznik.

## Rodzina
Był synem Tadeusza i Marii. Żonaty z Jadwigą z d. Karwowska, z którą miał dwoje dzieci: syna i córkę Barbarę, która wyszła za Andrzeja Potworowskiego. Miał też siostrę Krystynę (jej drugim mężem był Adam Rapacki).

## Życiorys
Ukończył studia na Wydziale Lekarskim UW. Po przewrocie majowym należał do tajnych warszawskich akademickich organizacji narodowych (tzw. poziom „Zet” - wąskie grono grupujące najstarszych studentów, m.in. Wojciecha Wasiutyńskiego). Następnie zaangażował się w działalność w ONR, a po rozłamie w jego łonie związał się z RNR „Falangą”.
W czasie II wojny światowej działał w organizacji Pobudka (należał do ścisłego grona twórców tej organizacji). Po aresztowaniu Witolda Rościszewskiego stał na czele tej organizacji, a następnie był czynny w Konfederacji Narodu. Był lekarzem naczelnym szpitala wojskowego przy Zakroczymskiej. Również pracował w Państwowym Zakładzie Higieny jako epidemiolog. Uczestniczył w powstaniu warszawskim w oddziale „Bakcyl” w szpitalu polowym na ul. Chmielnej 28 (dzielnica Śródmieście Północ).
Po wojnie kierował Miejską Stacją Sanitarno-Epidemiologiczną w Łodzi oraz Państwowym Inspektoratem Sanitarnym dla Miasta Łodzi.
Tuż przed śmiercią był konsultantem filmu Zbigniewa Kiersztejna pt. "Rola stacji sanitarno-epidemiologicznej" (zapoznający z funkcjonowaniem służby sanitarno-epidemiologicznej) z 1970.

## Odznaczenia
- Odznaka honorowa „Za wzorową pracę w służbie zdrowia” (1951)[10]
- Medal 10-lecia Polski Ludowej (1955)[11]

## Upamiętnienie
W 2000 w Łodzi na ul. Stanisława Przybyszewskiego 10 umieszczono tablicę poświęconą Jerzemu Zańskiemu.